# Pelouses du Toulois
Pelouses du Toulois este o arie protejată (sit de importanță comunitară — SCI) din Franța întinsă pe o suprafață de 181 ha, integral pe uscat.

## Localizare
Centrul sitului Pelouses du Toulois este situat la coordonatele 48°38′43″N 5°49′07″E / 48.64528°N 5.81861°E.

## Înființare
Situl Pelouses du Toulois a fost declarat arie specială de conservare în baza directivei 92/43 din 1992 referitoare la conservarea habitatelor naturale și a faunei și florei sălbatice pentru a proteja 1 specie de plante și 8 specii de animale.

## Biodiversitate
Situată în ecoregiunea continentală, aria protejată conține 4 habitate naturale: Pajiști uscate seminaturale și facies de acoperire cu tufișuri pe substraturi calcaroase (Festuco-Brometalia) (* situri importante pentru orhidee), Păduri de stejar sau de stejar și carpen sub-atlantice și medio-europene de Carpinion betuli, Formațiuni de Juniperus communis pe lande sau pajiști calcaroase, Păduri de fag din Europa Centrală dezvoltate pe sol calcaros cu Cephalanthero-Fagion.
La baza desemnării sitului se află mai multe specii protejate:
- plante (1): papucul doamnei (Cypripedium calceolus)
- amfibieni (1): triton cu creastă (Triturus cristatus)
- mamifere (5): liliac cârn (Barbastella barbastellus), liliac cărămiziu (Myotis emarginatus), liliac comun (Myotis myotis), liliacul mare cu potcoavă (Rhinolophus ferrumequinum), liliacul mic cu potcoavă (Rhinolophus hipposideros)
- nevertebrate (2): fluturele auriu (Euphydryas aurinia), Euplagia quadripunctaria

Pe lângă speciile protejate, pe teritoriul sitului au mai fost identificate 9 specii de plante, 4 specii de păsări, 1 specie de amfibieni, 5 specii de mamifere, 2 specii de nevertebrate, 4 specii de reptile.